# Antsirabe
Antsirabe (Pronunciació Malgaixa: [anˌtsiraˈbe]) és la tercera ciutat més gran de Madagascar i la capital de la regió de Vakinankaratra, amb una població de 238.478 al 2013. A Madagascar, Antsirabe és coneguda pel seu clima relativament fred (com a la resta de la regió central del país), la seva indústria, i entre altres coses, per l'alta concentració de rickshaws o pousse-pousse (en francès), un tipus de carro estirat per una persona on hi poden seure una o dues persones.

## Etimologia
El nom malgaix Antsirabe es pot traduir com "el lloc de molta sal". La ciutat també es coneix amb els sobrenoms de ville d'eau ('ciutat de l'aigua' en francès) i visy gasy o le Vichy malgache ('el Vichèi malgai' en Malgaix i francès respectivament), referint-se a la presència de múltiples fonts termals en aquesta àrea.

## Història
L'àrea on actualment es troba Antsirabe era part del Regne d'Andrantsay que va existir a la primeria del segle xvii fins que va ser incorporat al regne d'Imerina cap a la primeria del segle xix. L'àrea era una regió agrària, amb producció d'arròs, verdures i fruita.
Els primers missioners noruecs van arribar l'any 1868. Les excavacions de pedra calcària i sofre van ser explotades en aquesta zona durant aquest període.
La ciutat va ser fundada pel missioner noruec T. G. Rosaas l'any 1872 com una estació de muntanya per fer servir com a refugi degut al clima fred. Les fonts termals van ser obertes l'any 1917.
L'any 1886 la missió noruega va establir l'hospital de leprosos d'Ambohipiantrana causant el desenvolupament del poble en una vila de leprosos. El govern colonial va decidir fer-lo hospital de leprosos de la regió de Vakinankaratra. Unes 950 persones amb la malaltia hi vivien l'any 1904.
Durant l'època colonial francesa el centre de la regió de Vakinankaratra va passar de ser Fivavahana, la capital de l'antic regne d'Andrantsay, a ser Antsirabe.

## Demografia

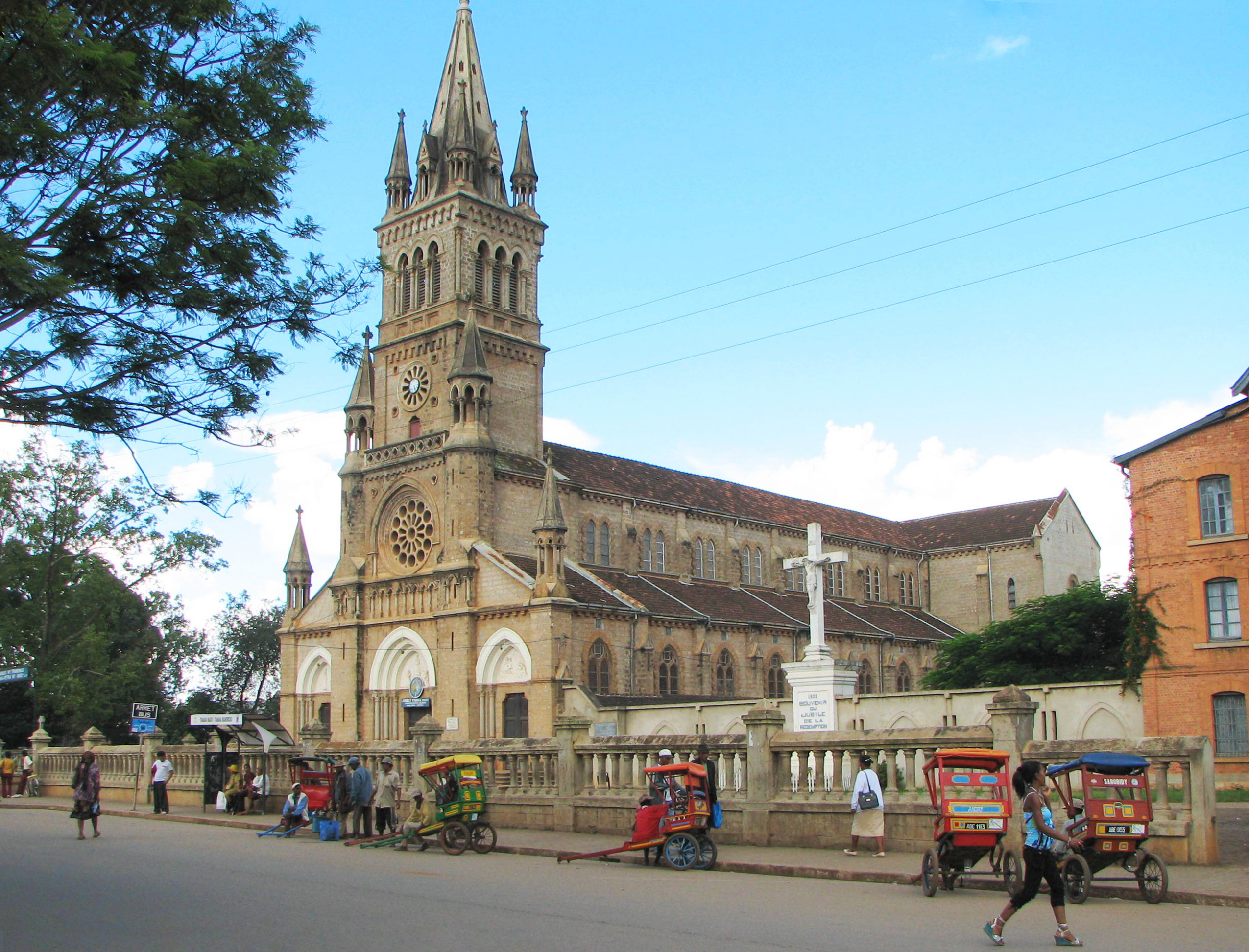
Catedral d'Antsirabe

La població d'Antsirabe era d'uns 238.478 habitants el 2013.

### Llengua
La majoria de la població pertany al grup ètnic Merina, el qual parla un dialecte highland del Malgaix. Tal com en altres àrees urbans de Madagascar, el francès és extensament entès.

### Religió
Un cert nombre de confessions cristianes són presents a la ciutat. Hi ha una catedral catòlica i una església luterana al centre de ciutat. També hi ha dues mesquites.
Les pràctiques culturals tradicionals dels Merina com la famadihana (el segon enterrament o retorn de la mort) i les tombes familiars són també comunes.

## Educació
El Collège français Jules-Verne, una escola internacional francesa, es troba en aquest municipi.

## Ciutats agermanades
Antsirabe està agermanada amb:
- Vacoas-Phoenix, Maurici[6]
- Montluçon, França[7][8]
- Levallois-Perret, França[9]

Antsirabe té col·laboracions amb:
- Stavanger, Noruega[10]

## Persones il·lustres
- Olga Ramalason, batllessa d'Antsirabe (TIM) fins al novembre de 2011 quan esdevingué Ministra de Comerç.
- Mohammed V de Marroc i el seu fill, el posteriorment Hassan II, van viure a l'exili a l'Hôtel des Thermes d'Antsirabe l'any 1955.